# Bryum ochianum
Bryum ochianum là một loài rêu trong họ Bryaceae. Loài này được Redf. & B.C. Tan mô tả khoa học đầu tiên năm 1995.